# العلاقات البيلاروسية السلوفينية
العلاقات البيلاروسية السلوفينية هي العلاقات الثنائية التي تجمع بين روسيا البيضاء وسلوفينيا.

## مقارنة بين البلدين
هذه مقارنة عامة ومرجعية للدولتين:
| وجه المقارنة                                              | روسيا البيضاء                    | سلوفينيا                                                      |
| --------------------------------------------------------- | -------------------------------- | ------------------------------------------------------------- |
| المساحة (كم2)                                             | 207.60 ألف                       | 20.27 ألف                                                     |
| عدد السكان (نسمة)                                         | 9.50 مليون                       | 2.07 مليون                                                    |
| الكثافة السكانية (ن./كم²)                                 | 45.76                            | 102.12                                                        |
| العاصمة                                                   | مينسك                            | ليوبليانا                                                     |
| اللغة الرسمية                                             | اللغة البيلاروسية، اللغة الروسية | اللغة السلوفينية، اللغة الإيطالية، لغة مجرية                  |
| العملة                                                    | روبل بلاروسي                     | يورو، تولار سلوفيني                                           |
| الناتج المحلي الإجمالي (بليون دولار)                      | 54.44 مليار                      | 48.77 مليار                                                   |
| الناتج المحلي الإجمالي (تعادل القوة الشرائية) بليون دولار | 168.35 مليار                     | 66.01 مليار                                                   |
| الناتج المحلي الإجمالي الاسمي للفرد دولار أمريكي          | 5.74 ألف                         | 20.73 ألف                                                     |
| الناتج المحلي الإجمالي للفرد دولار أمريكي                 | 18.18 ألف                        | 30.40 ألف                                                     |
| مؤشر التنمية البشرية                                      | 0.798                            | 0.880                                                         |
| رمز المكالمات الدولي                                      | +375                             | +386                                                          |
| رمز الإنترنت                                              | .by، .бел                        | .si                                                           |
| المنطقة الزمنية                                           | ت ع م+03:00                      | توقيت وسط أوروبا، ت ع م+01:00، ت ع م+02:00، أوروبا/ليوبليانا ‏ |

## منظمات دولية مشتركة
يشترك البلدان في عضوية مجموعة من المنظمات الدولية، منها:
| علم المنظمة | اسم المنظمة                               | تاريخ انضمام روسيا البيضاء | تاريخ انضمام سلوفينيا |
| ----------- | ----------------------------------------- | -------------------------- | --------------------- |
|             | اتفاقية السماوات المفتوحة                 | ?                          | ?                     |
|             | منظمة الأمن والتعاون في أوروبا            | 30 يناير 1992              | 24 مارس 1992          |
|             | مؤسسة التمويل الدولية                     | 2 نوفمبر 1992              | 25 فبراير 1993        |
|             | منظمة حظر الأسلحة الكيميائية              | ?                          | ?                     |
|             | الأمم المتحدة                             | 24 أكتوبر 1945             | 22 مايو 1992          |
|             | الاتحاد الدولي للاتصالات                  | 7 مايو 1947                | 16 يونيو 1992         |
|             | منظمة الشرطة الجنائية الدولية             | ?                          | ?                     |
|             | البنك الدولي للإنشاء والتعمير             | 10 يوليو 1992              | 25 فبراير 1993        |
|             | الاتحاد البريدي العالمي                   | ?                          | ?                     |
|             | المركز الدولي لتسوية المنازعات الاستشارية | 9 أغسطس 1992               | 6 أبريل 1994          |
|             | وكالة ضمان الاستثمار متعدد الأطراف        | 3 ديسمبر 1992              | 19 مارس 1993          |
|             | يونسكو                                    | 12 مايو 1954               | 27 مايو 1992          |
|             | مجموعة الموردين النوويين                  | ?                          | ?                     |

## وصلات خارجية
- موقع وزارة الخارجية البيلاروسية
- موقع وزارة الخارجية السلوفينية